# Jeffrey Lesser
Jeffrey Lesser (New York, 27 juni 1947]) is een Amerikaanse opnametechnicus en producer.
Zijn eerste contact met de muziekwereld kwam via de filmscène; hij kwam te werken met Brian de Palma en Michael Wadleigh. Hij kwam terecht bij een destijds vermaard team, MediaSound in New York (bekend van onder andere Sesame Street Fever van de cast van  Sesame Street). Een van zijn eerste (co-)producties was de lp Widescreen, samen producer Rupert Holmes. Holmes en Lesser gingen vanaf toenn als team verder. Een hele rij artiesten volgde: Kool & The Gang, The Stylistics, The Climax Blues Band en Renaissance. Grootste bekendheid kregen zij toen zij mochten aantreden voor het album Lazy Afternoon van Barbra Streisand. Tegenover die serieuze muziek stond dan een reeks albums en singles van Sailor. In 1976 werd hij ingeschakeld door Strawbs voor drie albums (Deep Cuts, Burning for You en Deadlines). Bij het management van Strawbs zat ook Pat Travers, waarmee hij Heat in the Street opnam.
Lesser maakte hierna een uitstapje naar televisiewerk; hij produceerde Candid Camera, maar al snel bleek muziek toch zijn grootste liefde te zijn gebleven, en hij ging daarin verder en werkte voor artiesten van allerlei pluimage: van Lou Reed (New York, 1989) tot The Chieftains. Daarna kwam hij in de folk-country-hoek terecht met artiesten als Sinead O'Connor met The Long Black Veil , Joni Mitchell, Linda Ronstadt, Vince Gill, Ry Cooder, Sting, Diana Krall, Mary Chapin Carpenter, Leahy en vele anderen.